# Salaria economidisi
Salaria economidisi är en fiskart som beskrevs av Maurice Kottelat 2004. Salaria economidisi ingår i släktet Salaria och familjen Blenniidae. IUCN kategoriserar arten globalt som akut hotad. Inga underarter finns listade i Catalogue of Life.